# Thamnotettix confinis
Thamnotettix confinis är en insektsart som beskrevs av Zetterstedt 1828. Thamnotettix confinis ingår i släktet Thamnotettix och familjen dvärgstritar. Arten är reproducerande i Sverige.

## Underarter
Arten delas in i följande underarter:
- T. c. stupidula
- T. c. rufescenticeps
- T. c. tincta